# 6065 Шесно
6065 Шесно (6065 Chesneau, 1987 OC, 1989 CG6) — астероїд головного поясу, відкритий 27 липня 1987 року.
Тіссеранів параметр щодо Юпітера — 3,422.